# Dan Jørgensen
Pour les articles homonymes, voir Jørgensen.
Dan Jørgensen, né le 12 juin 1975 à Odense, est un homme politique danois membre du parti Social-démocratie.
De 2004 à 2013, il est député européen pour les Sociaux-démocrates, dans le cadre du Parti socialiste européen. De 2013 à 2015, il est ministre de l'Alimentation, de l'Agriculture et de la Pêche dans le gouvernement de la Première ministre Helle Thorning-Schmidt. De 2019 à 2022, il est ministre du Climat et de l'Énergie dans le premier gouvernement de la Première ministre Mette Frederiksen puis, depuis 2022, ministre de la Coopération pour le développement et de la Politique climatique globale dans son second gouvernement.

## Biographie
Dan Jørgensen grandit à Morud, sur l'île danoise Funen, est scolarisé au lycée Nordfyns Gymnasium, puis à l'université d'Aarhus, où il obtient un master en sciences politiques. Il étudie également les sciences politiques à l'université de Washington,.

## Carrière politique

### Député européen (2004-2013)
Dan Jørgensen devient membre du Parlement européen pour le Danemark lors des élections européennes de 2004, obtenant 10 350 voix. Il est réélu en 2009 avec 233 266 voix.
Au Parlement européen, il est à la tête de la délégation danoise des Sociaux-démocrates, le parti le plus important de l'époque. En 2004, il est nommé vice-président de la commission de l'environnement, de la santé publique et de la sécurité alimentaire et devient également suppléant à la commission des affaires économiques et monétaires.
Outre ses fonctions au sein des commissions, il est également membre de la délégation du Parlement pour les relations avec l'Iran et suppléant de la délégation pour les relations avec les États-Unis.

### Ministre de l'Alimentation, de l'Agriculture et de la Pêche (2013-2015)
En 2013, Dan Jørgensen est nommé ministre de l'Alimentation, de l'Agriculture et de la Pêche dans le gouvernement de la Première ministre Helle Thorning-Schmidt. En février 2014, il signe un accord bannissant la shehita sans étourdissement préalable.
Lors des élections législatives danoises de 2015, il est élu député au Folketing.

### Ministre du Climat, de l'Énergie et de l'Approvisionnement (2019-2022)
Dan Jørgensen est nommé ministre du Climat, de l'Énergie et de l'Approvisionnement au sein du gouvernement de Mette Frederiksen, après les élections de 2019.
Lui et son gouvernement font l'actualité à l'international avec l'accord visant à réduire les émissions territoriales du Danemark de 70 % en 2030 par rapport à 1990, et la décision d'arrêter l'exploration pétrolière et gazière après 2050, (cette décision a également été motivée par le fait qu'une seule entreprise a demandé un bail lors de la dernière vente aux enchères), et les îles énergétiques dans la mer du Nord. De plus, en 2020, le Danemark a convenu d'un accord avec l'Allemagne d'une coopération plus étroite dans leur développement de fermes éoliennes offshore en mer du Nord et en mer Baltique, afin de stimuler la production d'énergie renouvelable.
Cependant, en 2020, plusieurs ONG écologistes critiquent l'action de Dan Jørgensen comme ministre[pourquoi ?],.
Plus d'un an après avoir fixé un objectif de réduction ambitieux pour la décennie, il n'existe en février 2021 aucun plan concret pour gérer les deux tiers restants des réductions nécessaires afin d'atteindre l'objectif danois d'émissions pour 2030.
Le gouvernement a décrit son plan d'action pour le climat comme un modèle en « crosse de hockey », ce qui signifie qu'il prévoit d'attendre l'arrivée de nouvelles technologies ainsi que la baisse des coûts, et donc de ne réaliser la plupart des réductions qu'à la fin de la décennie. Cette stratégie a été décrite par d'autres partis politiques[Lesquels ?] comme un rêve à la « Bjørn Lomborg ».
Malgré les appels de la CCNUCC, du Fonds monétaire international, de la Banque mondiale, des conseils économiques danois et du conseil danois sur le changement climatique, Dan Jørgensen a reporté la mise en œuvre d'un mécanisme de tarification du carbone plus élevé, même si le Danemark était un pionnier avec son adoption en 1992. L'opposition à des taxes sur le carbone plus élevées a été accueillie favorablement par les associations représentant les principaux secteurs émetteurs comme la Confédération de l'industrie danoise et le Conseil de l'agriculture et de l'alimentaire danois.
En janvier 2021, le Danemark affirme avoir un prix du carbone moins élevé que ses voisins en 2030, avec des conséquences telles que des camions en provenance de l'Allemagne attendent d'être au Danemark pour faire le plein afin de bénéficier du faible prix du diesel au Danemark. Le Danemark est également l'un des quatre pays de l'Union européenne à ne pas appliquer la taxe carbone sur ses vols aériens. De plus, le gouvernement auquel appartient Dan Jørgensen avait prévu de garantir les vols intérieurs pendant la pandémie de Covid-19 en les subventionnant, une décision décriée par des ONG écologistes et les partis qui les soutiennent, à savoir l'Alliance Rouge-Verte et le Parti populaire socialiste. La décision n'a pas été mise en œuvre, car la Commission européenne ne l'aurait jamais approuvée en raison des régulations sur les aides d'États.
La proposition initiale d'une loi sur les véhicules électriques de Dan Jørgensen et du gouvernement danois aurait permis l'ajout de 500 000 véhicules électriques (y compris les véhicules hybrides rechargeables) d'ici 2030. Si la proposition de loi avait été approuvée, cela aurait signifié qu'il y aurait plus de voitures équipées uniquement de moteurs à combustion interne qu'en 2020 au Danemark. En raison de la pression de plusieurs autres partis politiques, il a été conclu que 775 000 véhicules électriques seraient introduits d'ici 2030.
Pendant son mandat, Dan Jørgensen a conclu un accord formel avec le fabricant de ciment Aalborg Portland (responsable à lui seul de 4 % des émissions nationales, faisant de lui le plus grand émetteur de carbone du Danemark) stipulant que l'entreprise n'avait pas à réduire ses émissions annuelles d'en dessous de celles de 1990, qui s'élevaient à 1,54 million de tonnes de CO₂.
En outre, Dan Jørgensen est critiqué pour avoir autorisé des entreprises publiques à continuer leurs constructions d'infrastructures de combustibles fossiles, comme un pipeline de gaz naturel de 115 km ayant un coût socio-économique associé de 113 millions de dollars pour le Danemark. Lors de sa réponse formelle au Parlement, Dan Jørgensen a confirmé que le gazoduc ne réduirait pas les émissions de carbone à court terme et ne créerait pas non plus d'emplois au Danemark.
Dan Jørgensen a reçu une critique formelle de la part du Parlement en juin 2020 pour retarder les négociations avec les autres partis politiques sur les biocarburants.
Comme indiqué dans la loi sur le climat, le Conseil danois sur le changement climatique doit faire ses recommandations annuelles et doit également fournir des mises à jour sur le statut du gouvernement danois sur ses efforts concernant le climat. En février 2021, le Conseil danois sur le Changement Climat estime que le gouvernement de Dan Jørgensen n'atteindra pas son objectif de réduire de 70 % ses émissions de gaz à effet de serre d'ici 2030.
Malgré ces controverses, Dan Jørgensen communique énormément sur la question du changement climatique, par exemple via le podcast en anglais Planet A et une campagne avec des vidéos sur Facebook conseillant aux Danois de mettre plus de légumes dans leurs boulettes de viandes. Une campagne avec le ministre Mogens Jensen a coûté aux contribuables 1,2 million de couronnes danoises.

### Ministre de la Coopération pour le développement et de la Politique climatique globale
En décembre 2022, Dan Jørgensen est nommé ministre de la Coopération pour le développement et de la Politique climatique globale au sein du deuxième gouvernement de Mette Frederiksen.

## Publications
- Eurovisioner – Essays om fremtidens Europa (Copenhagen, Informations Forlag 2006)
- EU needs to take action in 'Caution Dangerous chemicals – Obsolete Pesticides' (Union for Europe of the Nations, Belgium 2007)
- Mellem Mars og Venus' in 'Fra fællesmarked til fællesskab? (The European Communities, Belgium 2007)
- Grøn Globalisering – miljøpolitik i forandring (Hovedland 2007)
- Politikere med begge ben på jorden hænger ikke på træerne (Informations Forlag, 2009)
- Grønt håb – Klimapolitik 2.0 (Forlaget Sohn, 2010).